# Davit Khocholava
Davit Khocholava (in georgiano დავით ხოჭოლავა?; Tbilisi, 8 febbraio 1993) è un ex calciatore georgiano, di ruolo difensore.

## Palmarès

### Club

#### Competizioni nazionali
- Supercoppa di Georgia: 1

Olimpi Rustavi: 2010
- Campionato georgiano: 1

Dinamo Tbilisi: 2012-2013
- Coppa di Georgia: 1

Dinamo Tbilisi: 2012-2013
- Supercoppa d'Ucraina: 1

Shakhtar: 2017
- Coppa d'Ucraina: 2

Shakhtar: 2017-2018, 2018-2019
- Campionato ucraino: 3

Shakhtar: 2017-2018, 2018-2019, 2019-2020
- Campionato danese: 2

Copenhagen: 2021-2022, 2022-2023
- Coppa di Danimarca: 1

Copenhagen: 2022-2023